# Dicranomyia pictithorax
Dicranomyia pictithorax là một loài ruồi trong họ Limoniidae. Chúng phân bố ở miền Australasia.